# Uma Kruse Een
Uma Kruse Een, född 15 oktober 2007 i Nylöse är en svensk skicrossåkare tävlande för Sälens IF. Vid Olympiska vinterspelen för ungdomar 2024 vann Kruse Een guld i skicross för flickor. Hon har även tävlat i världscupen, där hon debuterade den 25 februari 2024 med en åttonde plats.